# 河南之战
河南之战，汉武帝元朔二年（公元前127年），汉匈战争中，西汉车骑将军卫青率軍夺取河南（今黄河河套南内蒙古伊克昭盟一带）地区的作战。
元朔元年（前128年），匈奴骑兵先后袭掠辽西郡（郡治阳乐县，今辽宁义县西）、渔阳郡（郡治渔阳县，今北京市密云区西南）、雁门郡（郡治善无县，今山西省右玉县城南）等地。元朔二年（前127年）春，又掠上谷郡（郡治沮阳县，今河北省怀来县东南）、渔阳，杀吏民千余人。在匈奴连续袭掠西汉东部边郡的情况下，汉武帝采取胡骑东进，汉骑西击，避实就虚之作战方针。令卫青收复河南地和秦长城，以保卫边郡和京师长安的安全。卫青率精骑出云中郡（郡治云中县，今内蒙古托克托县东北），过西河（今山西、陕西、内蒙古之间黄河）向西迂回，再度北河（今内蒙古乌加河），直插高阙（今内蒙古狼山中部计兰山口），又转军向南，对游牧于河南地区的匈奴白羊王、楼烦王实施包围突袭。白羊王、楼烦王北逃。汉军共斩首二千三百余级，俘虏三千余人，获牛羊百余万头。取得河南地。又渡过北河，破匈奴蒲泥、符离二部，尽取河北漠南地。战后，西汉在河南建朔方郡，令苏建发十万人修筑朔方城（今内蒙古杭锦旗北），修缮了秦蒙恬所筑长城及障塞。还从内地移民十万至朔方，充实边防。